# Francesco Moderati
Francesco Moderati, född omkring 1680 i Milano, död 1724, var en italiensk skulptör och stuckatör under barockens epok. Han var i huvudsak verksam i Rom.

## Verk i Rom (urval)
- Änglar – högaltaret, Sant'Agnese in Agone (tillsammans med Giovanni Battista Maini)[1]
- Vigvattenskål – Peterskyrkan (tillsammans med Agostino Cornacchini)[2]
- Tron – Santissima Trinità in Palazzo Monte di Pietà[3][4][5]
- Madonnaskulptur – hörnet av Arco di Santa Margherita och Via del Pellegrino[3][6]
- Den helige Athanasius – Santa Maria ad Martyres[7]

## Bilder
| - Madonnaskulptur i hörnet av Arco di Santa Margherita och Via del Pellegrino i Rom. |